# Tukoji II Rao Holkar
Maharajadhiraj Raj Rajeshwar Sawai Shri Sir Tukoji Rao II Holkar XI Bahadur (Neugaradia 3 de maig de 1835-Maheshwar 17 de juny de 1886), fou maharaja d'Indore. El seu nom de naixement era Shrimant Jaswant Yukaji Holkar (o Shrimant Yeshwantrao Yukaji Holkar) i era fill de Shrimant Sardar Santoji Rao Holkar, d'una branca col·lateral dels Holkar. A la mort de Khande III Rao Holkar el 17 de febrer o 17 de març de 1844 va reclamar la corona l'ex maharaja Martand Rao Holkar, però la seva petició, avalada per molts nobles, no fou atesa pels britànics. Sahiba Kesara Bai, una de les vídues de Jaswant I Rao Holkar, va suggerir que s'havia de nomenar un fill de Bhao Santoji Holkar, oncle llunyà de Martand Rao, d'una altra branca de la família. La proposta fou acceptada i el jove de 12 anys Jaswant Holkar fou instal·lat al gadi amb el nom de Tukoji II Rao Holkar el 23 de juny de 1844.
Es va establir un consell de regència, controlat pel resident, i en aquest període es van introduir nombroses reformes. Als 16 anys (1848) el jove va poder començar a participar en el govern. Kesara Bai va morir el 1849 i Tukoji va ampliar la seva participació en els afers i va mostrar bones aptituds, i aviat se li van concedir tots els poders (8 de març de 1852) amb 20 anys.
Durant el motí de 1857 no va poder controlar les seves tropes formades per 2000 regulars i 4000 irregulars d'infanteria, 2000 regulars i 1200 irregulars de cavalleria, i 24 canons. Els irregulars van atacar la residència i l'agent es va haver de retirar a Sehore. Tukoji II va donar tota l'ajuda personal que va poder als britànics a Mhow. Va establir comunicacions regulars i amb gran risc va acollir a palau diversos europeus.
El 1860 una quantitat de més de tres lakhs es va pagar a Holkar com a compensació per les despeses ocasionades per l'aixecament pel maharajà d'un cos de tropes al lloc del contingent de Mehdipur que s'havia amotinat. Indore a més rebia 25.425 rupies a l'any pel districte de Patan que havia estat cedit a Bundi el 1818 i 57.874 rupies pel tribut del Principat de Pratabgarh a Rajputana, pagaments ambdós que feia el govern britànic. Més endavant (1865) la contribució a l'aixecament del contingent de Mehdipur i al Malwa Bhil Corps fou capitalitzada. El 25 de juny de 1861 fou nomenat cavaller comanador de l'orde de l'estrella de l'Índia i l'11 de març de 1862 va rebre un sanad garantint el dret d'adopció.
Per fer l'estat més compacte, entre 1861 i 1868 es va procedir a diversos intercanvis de territoris: els districtes de Satwas al Nemawar, de Barwaha, Dhargaon, Kasrawad i Mandleshwar a Nimar foren bescanviats per terres al Dècan, a les Províncies Unides i altres llocs. El 1864 va cedir diverses terres necessàries per al pas dels ferrocarrils per l'estat i el 1869 va contribuir en una notable quantitat a la construcció de la branca Khandwa-Indore del ferrocarril Rajputana-Malwa coneguda com a Ferrocarril de l'estat d'Holkar. El 1877, uns 932 km² de territori a la regió de Satpura foren cedits a Indore com a regal de Sa Majestat imperial britànica per commemorar l'assumpció per la reina del títol d'emperadriu de l'Índia i a l'assemblea de Delhi (el gener de 1877) va ser nomenat conseller de l'emperadriu i va rebre salutació personal de 21 canonades, i l'1 de gener de 1878 fou nomenat cavaller de l'orde de l'imperi de l'Índia. Tractats sobre serveis postals i sobre la sal foren signats el 1878 i 1880.
Es va casar el 1846 amb Maharani Shrimant Akhand Soubhagyavati Mhalsa Bai Sahib Holkar (coneguda com a Rukhma Bai, que va morir de còlera a Indore el juny de 1848) i el 1849 al mateix temps amb Maharani Shrimant Akhand Soubhagyavati Bhagirathi Bai Sahib Holkar (+ 1888) i Maharani Shrimant Akhand Soubhagyavati Radha Bai Sahib Holkar (mort el 1896)
Va morir a Maheshwar el 17 de juny de 1886 i el va succeir el seu fill gran sobrevivent Sivaji Rao Holkar, nascut el 1859, que era el tercer (els dos primers ja havien mort el 1854 i 1857). Va deixar tres altres fills (més un fill natural amb una dona musulmana) i dues filles.